# NGC 4925
NGC 4925 је лентикуларна галаксија у сазвежђу Девица која се налази на NGC листи објеката дубоког неба.
Деклинација објекта је - 7° 42' 38" а ректасцензија 13h 2m 7,3s. Привидна величина (магнитуда) објекта NGC 4925 износи 13,1 а фотографска магнитуда 14,1. NGC 4925 је још познат и под ознакама MCG -1-33-74, PGC 44967.